# Obscuriphantes
Obscuriphantes este un gen de păianjeni din familia Linyphiidae.
Cladograma conform Catalogue of Life:
| Obscuriphantes | \| \| Obscuriphantes obscurus \| \| \| \| \| \| Obscuriphantes pseudoobscurus \| \| \| \| |
|                | \| \| Obscuriphantes obscurus \| \| \| \| \| \| Obscuriphantes pseudoobscurus \| \| \| \| |
|                | Obscuriphantes obscurus                                                                   |
|                |                                                                                           |
|                | Obscuriphantes pseudoobscurus                                                             |
|                |                                                                                           |